# Rino Della Negra
Rino Della Negra (Vimy, 18 de agosto de 1923-Fort Mont-Valérien, 21 de febrero de 1944) fue un futbolista francés y soldado voluntario en los Francotiradores y Partisanos franceses del grupo manouchiano, durante la Segunda Guerra Mundial.

## Biografía

### Juventud
Della Negra nació en 1923 en la población de Vimy, en Pas-de-Calais, hijo de padres italianos. Su padre, un ladrillero, fue originario de Udine. Su familia se mudó en 1926 a la región parisina de Argenteuil, al distrito de Mazagran, rebautizado como Mazzagrande por su gran comunidad italiana.
En 1937, Rino trabajó como aprendiz en la fábrica Chausson, ubicada en Asnières-sur-Seine.

### Fútbol
Apasionado al fútbol, comenzó su carrera en el club de fútbol Argenteuillais como delantero. En las ligas juveniles obtuvo la Coupe de la Seine en 1938 y la Coupe du Matin-FSGT en 1941.
Obtuvo atención mediática cuando se unió a la Unión Deportiva Atlética de Thiais. Fue fichado por el club Estrella Roja de Saint-Ouen al inicio de la temporada 1943-1944.

### Resistencia
En 1942, fue convocado para el Servicio de Trabajo Obligatorio en Alemania, pero decidió no enlistarse y se unió a los Francotiradores y partisanos del grupo de Argenteuil en febrero de 1943, sin dejar su actividad deportiva ni a su familia.
Se unió al tercer destacamento de Francotiradores y partisanos-Mano de obra inmigrante de la región de París, siendo ésta liderada por Missak Manouchian.
El 7 de junio de 1943 participó en la ejecución del general Von Apt. El 10 de junio del mismo año, atacó a la sede del Partido Fascista italiano ubicado en la calle Sédillot. El 23 de junio, atacó el cuartel de Guynemer en Rueil-Malmaison.
El 12 de noviembre de 1943 perpetúa, junto con Robert Witchitz un ataque a mensajeros de dinero alemanes, pero fracasa. Rino, encontrándose herido, y Robert son arrestados.
El 13 de noviembre de 1943, Spartaco Fontanot y Roger Rouxel son detenidos por la Brigada especial dos (BS2) de la Inteligencia general. El 15 de noviembre, Manouchian y Joseph Epstein cayeron en manos de la BS2 en la estación de trenes de Évry-Petit-Bourg. El 16 de noviembre, Olga Bancic y Marcel Rajman también son capturados. En total, diecisiete combatientes de la resistencia de los francotiradores y partisanos son detenidos por el BS2.
Rino Della Negra fue condenado a muerte y luego fusilado en Fort Mont-Valérien el 21 de febrero de 1944, con los 23 integrantes del grupo manouchiano, incluidos los diez del cartel rojo. Sus restos se encuentran en el Cementerio del centro de Argenteuil.

## Homenajes
En Argenteuil, una calle lleva su nombre, así como una sede del gobierno municipal.
Todos los años, durante un sábado o un domingo de finales de febrero, una estela es encendida como una conmemoración de su ejecución, que tuvo lugar el 21 de febrero.
Siendo una figura emblemática del club, su memoria es honrada periódicamente por la afición del club Estrella Roja, que ha instalado una estela conmemorativa en la entrada del estadio.
En el estadio Bauer, en donde se encuentra la afición más acérrima del club, se ubica la"tribuna Rino Della Negra".

## Lista de miembros del grupo manouchiano ejecutados

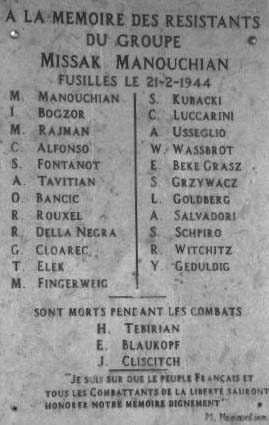
Monumento a los manouchianos en Valencia.

La siguiente lista menciona a los veintitrés miembros del grupo manouchiano que fueron ejecutados por los alemanes:
- Celestino Alfonso, español, 27 años
- Olga Bancic, rumana, 32 años, única mujer del grupo (decapitada en Alemania el 10 de mayo de 1944)
- Joseph Boczov, húngaro, 38 años - ingeniero químico
- Georges Cloarec, francés, 20 años
- Rino Della Negra, italiano, 20 años
- Thomas Elek, húngaro, 18 años - estudiante
- Maurice Fingercwajg, polaco, 19 años
- Spartaco Fontanot, italiano, 22 años
- Jonas Geduldig, polaco, 26 años
- Emeric Glasz, húngaro, 42 años - metalúrgico
- Léon Goldberg, polaco, 19 años
- Szlama Grzywacz, polaca, 34 años
- Stanislas Kubacki, polaco, 36 años
- Cesare Luccarini, italiano, 22 años
- Missak Manouchian, armenio, 37 años
- Armenak Arpen Manoukian, armenio, 44 años
- Marcel Rayman, polaco, 21 años
- Roger Rouxel, francés, 18 años
- Antoine Salvadori, italiano, 24 años
- Willy Schapiro, polaco, 29 años
- Amedeo Usseglio, italiano, 32 años
- Wolf Wajsbrot, polaco, 18 años
- Robert Witchitz, francés, 19 años

### Artículos relacionados
- Francotiradores y partisanos franceses

- Datos: Q3432260
- Multimedia: Rino Della Negra / Q3432260